# Sulate ibne Uanzamar
Sulate ibne Uanzamar (Sulat ibn Wanzamar) foi um emir dos magrauas no século VII.

## Vida
Sulate era membro do clã Banu Uanzamar dos magrauas e é o emir mais antigo conhecido da confederação. Era contemporâneo do califa Otomão (r. 644–656). Aparentemente foi levado prisioneiro numa das batalhas que ocorreram entre árabes e berberes no tempo da primeira invasão do Norte da África (647–648). Foi enviado a Otomão e perdoado pelo califa que o devolveu a seu país como chefe de sua tribo após converter-se ao islamismo; uma passagem da História dos Berberes de ibne Caldune diz que era chefe de magrauas e outras tribos zenetas antes desses eventos. Ao falecer na segunda metade do século VII, foi sucedido por seu filho Hafes.